# Рудник Бакртау
Рудник Бакртау — колишнє гірничодобувне підприємство в Башкортостані.
Мідно-цинковоколчеданне золотовмісне родовище Бакртау виявили ще в 1915-му, проте на той час обмежені роботи затронули лише приповерхневий пласт.
Надалі організували розробку розташованих на флангах родовища кварц-баритових тіл зі вмістом золота до 190 г/т. Переробку руди здійснювала належна до Тубінського рудника Семенівська збагачувальна фабрика. Є відомості про існування на Бакртау шахти глибиною не менш як 36 метрів.
У 1950-х роках відкрили розташовані нижче сульфідні руди, після чого у 1961—1972 роках здійснили детальну розвідку. Розробка мідно-цинкових руд Бакртау почалась в другій половині 1980-х для забезпечення додатковим ресурсом Сібайської збагачувальної фабрики. Розкривні роботи стартували в 1986-му, а початок видобутку припав на 1989-й. Руда з Балтатау вирізнялась високим вмістом металу, проте розміри родовища були доволі невеликими. Як наслідок, не пізніше першої половини 2000-х родовище було випрацьоване, при цьому вилучили 1,2 млн тонн руди, а кар'єр досягнув глибини в понад сто метрів. Наразі кар'єр Бакртау затоплений.
За час розробки на Бакртау сформувався відвал позабалансових руд обсягом 0,14 млн тонн із вмістом міді та цинку 0,6 % та 1,29 % відповідно.